# Amdjarass
Amdjarass – miasto we wschodnim Czadzie, stolica Regionu Ennedi Wschodniego. Według danych na rok 2009 liczyło 20 850 mieszkańców.